# Éva Erdős
Éva Erdős   (Budapest, 28 de juliol de 1964) és una exjugadora d'handbol hongaresa que va competir durant les dècades de 1980 i 1990.
El 1996 va prendre part en els Jocs Olímpics d'Atlanta, on guanyà la medalla de bronze en la competició d'handbol. En el seu palmarès també destaca una medalla de plata al Campionat del món d'handbol de 1995. Entre 1985 i 1997 va jugar 277 partits i marcà 711 gols amb la selecció nacional, cosa que la situa com a segona jugadora amb més partits jugats rere Mariann Gódorné Nagy. A nivell de clubs jugà al Bp. Spartacus i al Vasas SC, amb qui guanyà cinc edicions de la lliga hongaresa.